# U.S. Route 93
U.S Route 93 är en highway i västra USA som sträcker sig i nord-sydlig riktning mellan den kanadensiska gränsen i Montana till Arizona. 
Vägen går genom storstäder som Missoula, Twin Falls och Las Vegas.